# Beaverton, Oregon
Beaverton este un oraș situat în partea de nord-vest a SUA, în statul Oregon. Populația sa era de 76.129 de locuitori conform , recensământul Statelor Unite din anul 2000, iar conform unei estimări din anul 2004, erau 82.907 de locuitori. La recensământul din 2010 avea 89.803 locuitori. Localitatea a fost incorporată în anul 1893, dată la care avea 400 de locuitori.

## Numele
Beaverton și-a primit numele din cauza apei care era în apropiere. Ea s-a adunat din cauza digurilor făcute de castori.
În zona din valea Tualatin (care a devenit Beaverton) a trăit tribul de indieni Atfalati, numiți și Tualatin . Ei trăiau ca vânători și culegători. Satul lor se numea Chakeipi (însemnând locul castorului). Această populație s-a micșorat în secolul XVIII, nemaifiind dominantă în zonă la venirea albilor în secolul XIX.

## Economie
Firma Beaverton Foods produce în oraș din anul 1929 condimente. Producătorul și distribuitorul de mâncare proaspăt preparată, Reser's Fine Foods, are reședința în acest oraș din anul 1960.
Firma de articole sportive Nike, firma de electronice Tektronix  și compania Columbia Sportswear au reședința în Beaverton.

## Demografie
Din cei 76.129 de locuitori de la recensământul din anul 2000 erau 78.31% albi, 9.65% asiatici, 1.74% negrii sau de origine afro-americană, 0.67% americani indigeni, 0.36% provenind din insulele din Pacific, 5.53% de altă rasă, iar 3.74% din două sau mai multe rase. 11.12% din populație erau hispanici sau latino aparținând oricărei rase.
Din cele 30.821 de gospodării aveau 32.3% copii sub vârsta de 18 ani, 46.8% erau cupluri măritate, 9.7% aveau ca gospodină o femeie fără bărbat, iar 39.5% nu erau familii. 7,1% din gospodării aveau o persoană peste 65 de ani, care locuia singură. În medie avea o gospodărie 2,44 persoane, iar o familie 3,07.
25% din populație avea sub 18 ani, 10,6% între 18 și 24 de ani, 35.2% între 25 și 44 de ani, 20.3% între 45 și 64 de ani, iar 9.0% din populație avea peste 65 de ani. Vârsta medie a populației era de 33 de ani. La 100 de femei veneau 97,5 bărbați. La 100 de femei peste vârsta de 18 ani veneau 94,9 bărbați.
Venitul mediu al unei gospodării era de $47.863, iar venitul mediu al unei familii era de $60.289. Venitul mediu al bărbaților era de $41.683, iar cel al unei femei de $31.204. 5% din familii, 7,8% din populație, 8.5% din populația de sub 18 ani și 6.8% din cei peste 65 de ani trăiau sub granița de sărăcie.

## Orașe înfrățite
- Birobidjan, Rusia
- Cheonan, Coreea de Sud
- Cluses, Franța
- Gotenba, Japonia
- Trossingen, Germania
- Hsin Chu, Taiwan